# تشخيص بمساعدة الحاسوب

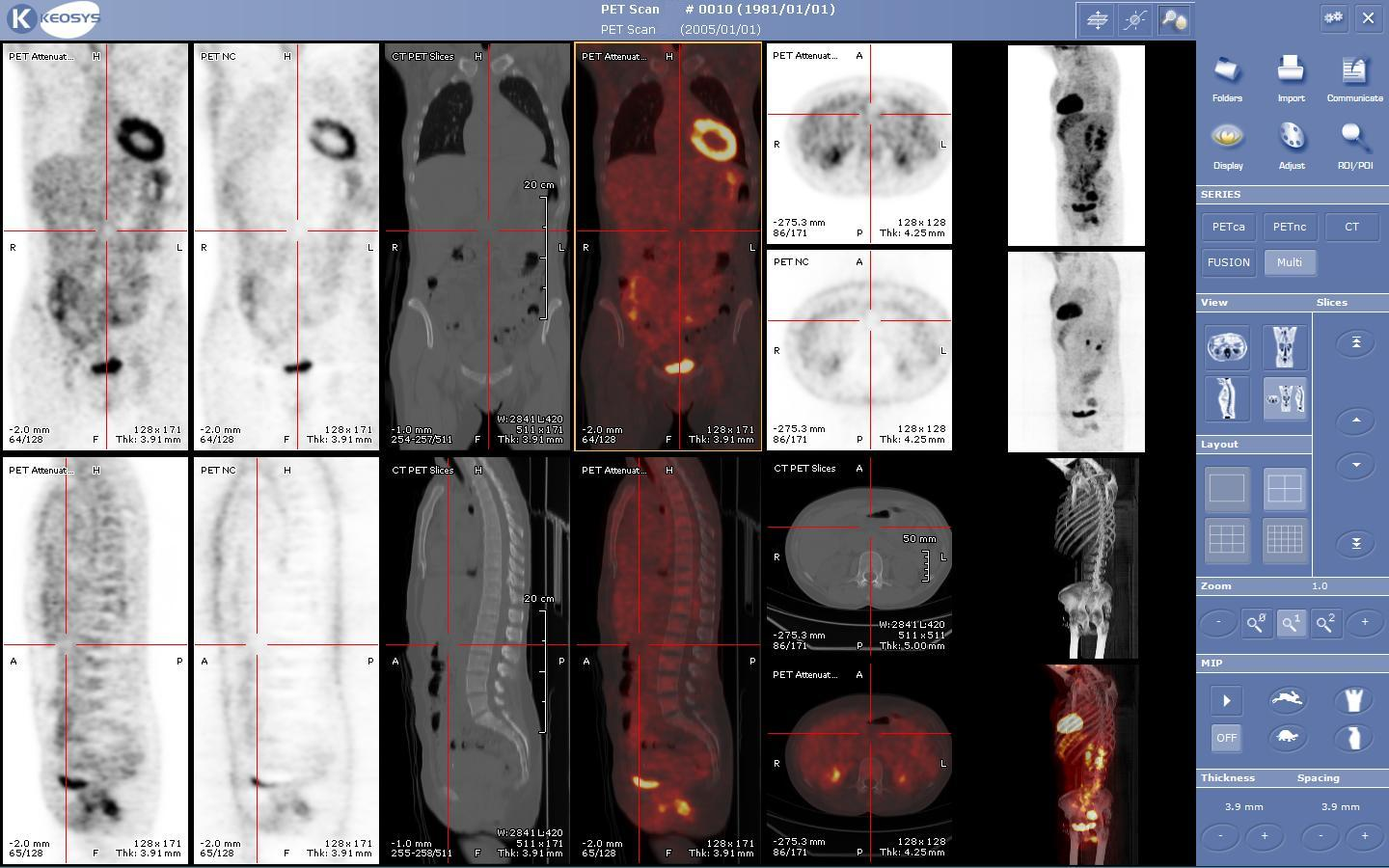
صور للتشخيص بمساعدة الحاسوب

الكشف بمساعدة الحاسوب (CADe)، أو التشخيص بمساعدة الحاسوب (CADx) هي أنظمة تساعد الأطباء في تفسير وترجمة الصور التشخيصية الطبية للمريض . تقنيات التصوير بواسطة الأشعة السينية وأشعة الرنين النووي المغناطيسي، والموجات فوق الصوتية التشخيصية تنتج قدرًا كبيرًا من المعلومات، التي يتحتم على مختص الأشعة تحليلها وتقييمها تقييمًا شاملًا في وقت قصير. تعالج نظم التشخيص بمساعدة الحاسوب ( كاد) الصور الرقمية نموجذية المظهر وتسلط الضوء على الأجزاء البارزة التي قد تكون احتمالية الإصابة بمرض أو ورم, لكي توفر معلومات مساعدة يستند عليها المختص (مختص الأشعة) في اتخاذ القرار.
كاد هو تكنولوجيا حديثة نسبية متعددة التخصصات تجمع بين عناصر من الذكاء الاصطناعي ومعالجة الصور الرقمية مع معالجة الصور الإشعاعية. تطبيق نموذجي هو الكشف عن وجود الأورام. على سبيل المثال، بعض المستشفيات تستخدم كاد في دعم بعض الفحوص الطبية الوقائية في التصوير الشعاعي للثدي (تشخيص سرطان الثدي)، والكشف عن الأورام الحميدة في القولون، وسرطان الرئة.

## نظرة عامة
تقتصر مهمة أنظمة الكاد - عادةً - على تحديد الأجزاء والمناطق الجاذبة للانتباه. نظام التشخيص بمساعدة الكمبيوتر (CADx) يقيم الجزء المشكوك فيه. على سبيل المثال، في التصوير الإشعاعي للثدي يسلط كاد الضوء على التكلسات المتكتلة الصغيرة والأجزاء الكثيفة بزيادة في الأنسجة اللينة. هذا يسمح لمختص الأشعة بالتوصل لاستنتاجات، بما يخص هذه الحالة المرضية. تطبيق آخر هو CADq، ,و الذي يختص بتحديد الكميات، على سبيل المثال، حجم الورم أو سلوك الورم عند تغيير درجة امتصاص الوسط. في المرحلة الحالية لهذه التكنولوجيا، كاد لا يستطيع ولا يمكن أن يكون بديلًا للطبيب، لكنه يلعب دورًا مساندًا له. دائمًا ما يكون للطبيب -مختص أشعة عمومًا -الكلمة النهائية في تفسير الصورة الطبية.

## مواضيع التشخيص بواسطة الحاسوب

### المنهجية
كاد يستند في الأساس إلى نظام معقد للغاية للـتعرف على الأنماط. يتم تصوير الأجزاء المشبوهة بالأشعة السينية. عادة يتطلب بضعة آلاف من الصور لتحسين الخوارزمية (خطوات التعرف على الصورة) يتم نسخ الصور الرقمية لخادم كندي في صورة ملفات ديكوم ويتم تحليلها وإعدادها في عدة خطوات.
1.  تجهيزها لـ
- التخلص من عيوب الصورة (الأخطاء في الصور)
- تقليل الضوضاء في الصور (التشويش في الصورة - الاختلافات العشوائية في اللون المنتشرة في الصورة)
- التسوية (تنسيق) من جودة الصورة لإزالة الحالات الأساسية المختلفة للصورة مثل التعرض لمتغيرات مختلفة.

2.  التقسيم لـ
- التفريق بين مختلف الهياكل في الصورة، مثل القلب والرئة والقفص الصدري، طفح حلقي.
- المطابقة مع بيانات تشريحي

3.  تحليل الهياكل / ROI (المناطق المهتم بها)
ويتم تحليل كل منطقة على حدة من أجل الكشف عن بعض الخصائص المميزة :
- الاكتناز
- شكل وحجم وموقع المنطقة
- إشارة إلى الهياكل/المناطق المهتم بها القريبة
- متوسط قيمة تحليل الـ greylevel تحليل ضمن ROI (المنطقة المهتم بها)
- نسبة greylevels على حدود الهيكل داخل المنطقة المهتم بها (ROI)

4.  تقييم / تصنيف
بعد تحليل الهيكل، يتم تقييم كل على منطقة على حدة (التسجيل) لاحتمال الإصابة بـ TP. لذا فإن الإجراءات هي :
- قاعدة أقرب جار
- مصنف أقل مسافة
- مصنف التتالي
- المصنف البابزي
- تصور متعدد الطبقات
- الخلايا العصبية الصناعية التي تستخدم الدوال شعاعية الأساس (RBF)
- SVM

إذا وصل الهيكل المكشوف عليه قيمة حرجة معينة، فيتم تحديدهم لونيًا في الصورة الإشعاعية. اعتمادا على نظام كاد هذه العلامات اللونية يمكن أن تكون محفوظة بطريقة دائمة أو مؤقتة. ميزة هذا الأخير هو أنه يتم فقط حفظ العلامات التي تمت الموافقة عليها من قبل طبيب الأشعة. الضربات الخطأ لا يمكن حفظها، وذلك لأن الفحص في وقت لاحق بعد ذلك يصبح أكثر صعوبة.

### حساسية ودقة
نظم كاد تسعى إلى تسليط الضوء على الهياكل المشبوهة. نظم كينيدي اليوم لا يمكنها اكتشاف 100% من التغيرات المرَضيّة. معدل النجاح (الحساسية) يمكن أن يصل إلى 90 ٪ اعتمادا على النظام والتطبيق.
العلامة الصحيحة تسمى ابإيجابي صحيح (ا ص)، في حين وضع علامات غير صحيحة على أقسام صحية يسمى بإيجابي زائف (ا ف). وكلما قلت ال اف، ارتفعت الدقة. تقلل الدقة المخفضة من قبول نظام الكاد لأن هذا يفرض على المستخدم تعريف كل هذه العلامات الخاطئة. ويمكن خفض نسبة ال أف في فحص الرئة (كاد الصدر) إلى معدل اثنين كل فحص. في تخصصات أخرى (مثل فحص الرسم السطحي للرئة CT) يمكن أن يصل معدل ال أف إلى 25 أو أكثر.

### كشف المعدل المطلق
معدل اكتشاف المطلقة للأشعة هو بديل متري للحساسية والدقة. وعموما، نتائج التجارب السريرية حول الحساسية والدقة، ومعدل اكتشاف المطلق تختلف بشكل ملحوظ. كل نتيجة للدراسة تعتمد على حالة الدراسة الأساسية ويجب أن تقيم حسب حالتها الأساسية. الحقائق التالية لها تأثير قوي:
- تصميم رجعي أو مستقبلي
- جودة الصور المستخدمة
- حالة فحص الأشعة السينية
- خبرة وتعليم مختص الأشعة
- نوع الورم
- حجم الورم المقصود

## التطبيقات
تستخدم كندي هو في تشخيص سرطان الثدي،سرطان الرئة، سرطان القولون، سرطان البروستاتا، الانبثاث العظام ومرض الشريان التاجي.

### سرطان الثدي
تستخدم كندي في التصوير الشعاعي للثدي الفحص (فحص الأشعة السينية لثدي المرأة). يستخدم فحص تصوير الثدي للكشف المبكر عن سرطان الثدي. أنشئت كاد خاصة في الولايات المتحدة وهولندا ويستخدم بالإضافة إلى تقييم الإنسان، وعادة من قبل طبيب الأشعة. وقد تم تطوير نظام كندي الأول لتصوير الثدي بالأشعة في مشروع بحثي في جامعة شيكاغو. واليوم يباع بواسطة iCAD وHologic. ويوجد حاليا بعض المشاريع غير التجارية التي يجري تطويرها، مثل مشروع Ashita، وهو يستند على التدرج في الفحص صنع بواسطة ألان هاشيه أيضًا. ومع ذلك، في حين تحقيق الحساسيات عالية، ونظم كندي تميل إلى امتلاك دقة منخفضة جدا وفوائد استخدام كاد لا تزال غير مؤكدة. تشير بعض الدراسات إلى تأثير إيجابي على برامج فحص تصوير الثدي بالأشعة،  ولكن الدراسات الأخرى لا تظهر أي تحسن. استنتجت مراجعة منهجية على الكشف بواسطة الجاسوب في التصوير لسنة 2008 أن أنظمة كاد ليس لها أي تأثير ملحوظ على معدل اكتشاف السرطان، ولكنه يؤثر تأثيرًا غير مرغوب فيه في معدل ال أ ف. ومع ذلك، لوحظ تباين كبير في التأثير على نسبة الحساسية في الدراسات.
توجد إجراءات لتقييم تصوير الثدي استنادا إلى التصوير بالرنين المغناطيسي.

### سرطان الرئة (سرطان الشعب الهوائية)
في تشخيص سرطان الرئة، تنشأ رواسم سطحية computed tomography ثلاثية الأبعاد مع نظام كاد ويعتبر كاختبار معيار الذهب. [بحاجة لمصدر] في هذا الكم البيانات مع ما يصل إلى 3.000 الصور واحدة يتم تحضيرها وتحليلها. سرطان الرئة والأورام الحميدة يمكن اكتشافها بداية من الأورام ذات حجم 1 ملليمتر اليوم جميع البائعين المعروفة من النظم الطبية يقدمون حلولًا ذات صلة.
الكشف المبكر عن سرطان الرئة له قيمة. في 5 سنوات للبقاء معدل الإصابة بسرطان الرئة قد توقف في السنوات ال 30 الماضية، وهي الآن في حوالي 15 ٪ فقط. سرطان الرئة له عدد من الضحايا يزيد عن مجموع ضحايا سرطان الثدي وسرطان البروستات وسرطان القولون معا. هذا هو نتيجة للنمو العرضي لهذا السرطان. في معظم الحالات يكون قد فات أوان العلاج إذا كان المريض تعدى الأعراض الأولى (على سبيل المثال croakiness المزمنة أو نفث الدم). ولكن إذا كان الكشف عن سرطان الرئة في وقت مبكر (و معظمها يتم عن طريق الصدفة)، معدل البقاء على قيد الحياة يساوي 47 ٪ وفقا لجمعية السرطان الأمريكية.
في الوقت نفسه فحص الرئة بالأشعة السينية هو الأكثر شيوعا في فحوص الأشعة السينية بحصة 50 ٪. والواقع أن الكشف العشوائي لسرطان الرئة في مرحلة مبكرة (المرحلة 1) في صورة الأشعة السينية هو أمر صعب. إنها لحقيقة أن الآفات المنتشرة تختلف من 5-10 ولهذا من السهولة عدم ملاحظتها.
التطبيق الروتيني للأنظمة كاد للكشف عن الصدر يمكن أن يساعد على اكتشاف التغيرات الصغيرة دون اشتباهات أولية. وكانت شركة فيليبس أول شركة لتقديم كاد للكشف المبكر عن آفات الرئة على صور الأشعة السينية.

### سرطان القولون
كاد متاح للكشف عن الأورام الحميدة للقولون والمستقيم في القولون. الأورام الحميدة هي نمو صغير ينشأ من البطانة الداخلية للقولون (علم التشريح). كاد يكشف الأورام الحميدة من خلال تحديد شكل «شبه-النتوء» المميز. لتجنب الإفراط في ايجابيات كاذبة، كاد يتجاهل جدار القولون العادي، بما في الطيات المقببة. في التجارب السريرية المبكرة، ساعد كاد مختصي الأشعة للعثور على مزيد من الأورام الحميدة في القولون عن تلك التي كان يمكن إيجادها من قبل استخدام كاد.

### الطب النووي
CADx يتوفر للتصوير الطبي النووي. توجد أيضًا نظم CADx التجارية لتشخيص انبثاث العظام في مسح عظام الجسم كله وأمراض الشريان التاجي في صور نضح عضلة القلب.

## اقرأ أيضا
- علاج باليود المشع
- رنين نووي مغناطيسي
- علاج إشعاعي